# 애기큰귀박쥐
애기큰귀박쥐(Neonycteris pusilla)은 주걱박쥐과에 속하는 남아메리카 박쥐의 일종이다. 브라질과 콜롬비아에서 발견된다. 애기큰귀박쥐속(Neonycteris)의 유일종이다.